# Acronicta abscondita
Acronicta abscondita är en fjärilsart som beskrevs av Treitschke 1835. Acronicta abscondita ingår i släktet Acronicta och familjen nattflyn. Inga underarter finns listade i Catalogue of Life.